# Chile na Zimowych Igrzyskach Paraolimpijskich 2006
Reprezentacja Chile na Zimowych Igrzyskach Paraolimpijskich 2006 liczyła 2 sportowców.

## Reprezentanci Chile

### Narciarstwo alpejskie
- Tomas del Villar
- Jorge Migueles

## Medale

### Złote medale
brak

### Srebrne medale
brak

### Brązowe medale
brak